# Mulundu
Mulundu è un dipartimento della provincia di Ogooué-Lolo, in Gabon, che ha come capoluogo Lastoursville.